# ジュディス・アン・ステュワート＝ストック

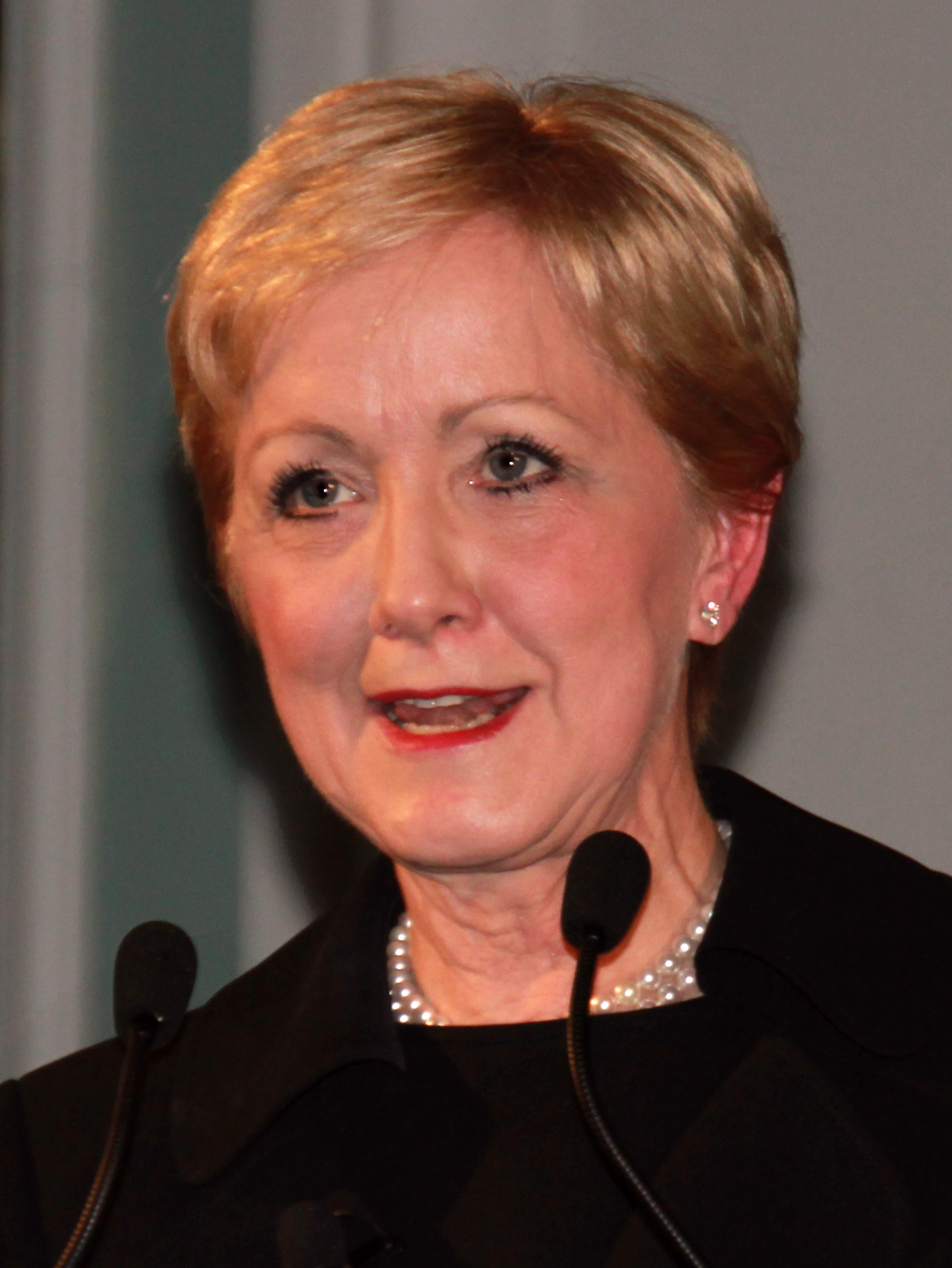
アン・ストック

ジュディス・アン・ステュワート＝ストック（Judith Ann Stewart-Stock, 1944年 - ）は、アメリカ合衆国の政治家。

## 生涯
インディアナ州ラファイエットにて誕生。パデュー大学を卒業。小学校教師として就職。
1980年の大統領選挙および1984年の大統領選挙で、ウォルター・モンデール候補の副報道官を務めた。その後、ブルーミングデールズ社で副社長（企業情報活動・広報担当）。1993年、ビル・クリントン大統領はストックをホワイトハウス社交担当官に任命、1997年まで在任。1997年9月から2010年7月までジョン・F・ケネディ・センター副所長（施設担当）。
2010年、バラク・オバマ大統領はストックを国務次官補（教育・文化担当）に任命、上院の承認を経て2010年6月23日に就任宣誓。2011年7月8日よりジュディス・マクヘイルの後任として国務次官（公共外交・広報担当）の権限を引継。